# Eric Whitlock Goodman
Eric Whitlock Goodman, britanski general, * 1893, † 1981.